# Přepeře (Semilyi járás)
Přepeře település Csehországban, Semilyi járásban. Přepeře Čtveřín, Lažany, Příšovice, Turnov, Všeň, Ohrazenice és Modřišice településekkel határos. Lakosainak száma 1043 fő (2024. január 1.).

## Népesség
A település lakosságának változását az alábbi diagram mutatja:
| Lakosok száma | 386  | 572  | 728  | 786  | 754  | 857  | 928  | 929  | 966  | 1043 |
|               | 1869 | 1890 | 1921 | 1950 | 1980 | 2001 | 2017 | 2019 | 2022 | 2024 |